# Епархия Осло (католическая)
Епархия Осло (лат. Dioecesis Osloensis) — епархия Римско-Католической церкви с центром в городе Осло, Норвегия. Епархия Осло непосредственно подчиняется Святому Престолу. Численность верующих епархии Осло составляет около 50,000 человек.

## История

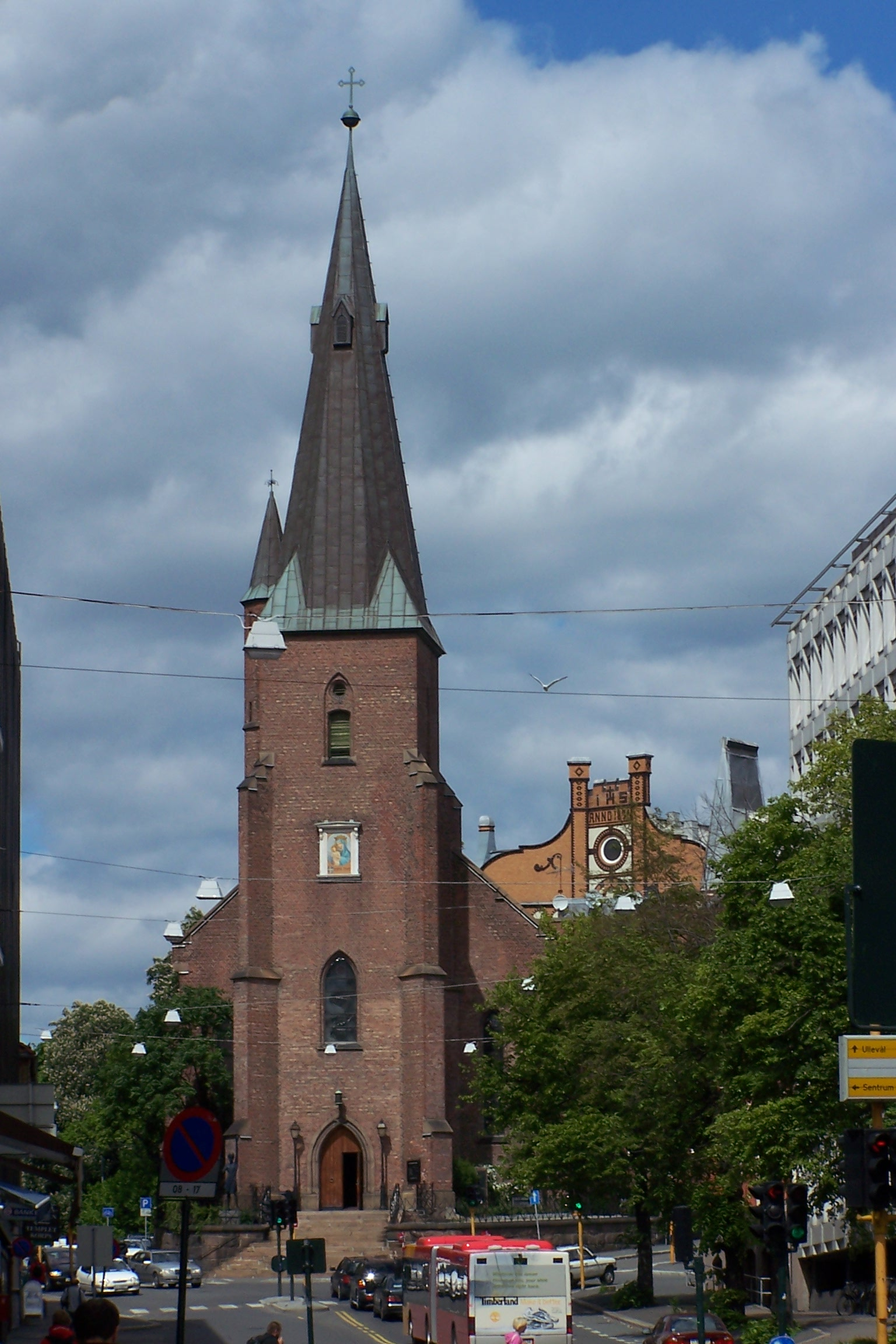
Собор святого Олафа, Осло, Норвегия.

Епархия Осло была основана Святым Престолом в 1070 году. В 1153 году епархия Осло входила в церковную провинцию Нидароса. В 1537 году во время Реформации в Норвегии епархия Осло прекратила свою деятельность. 
7 августа 1868 года в Норвегии была учреждена миссия Sui iuris Норвегии, которая выделилась из апостольского викариата Швеции (сегодня — епархия Стокгольма).
17 августа 1869 года миссия Sui iuris Норвегии была преобразована в апостольскую префектуру, которая 11 марта 1892 года была преобразована в апостольский викариат Норвегии. 1 июня 1913 года апостольский викариат Норвегии был переименован в апостольский викариат Норвегии и Шпицбергена. 15 декабря 1925 года Апостольскому викариату было возвращено прежнее название.
7 и 8 апреля 1931 года апостольский викариат Норвегии уступил часть своей территории новым миссиям Sui iuris в Тронхейме и Тромсё (сегодня — Территориальная прелатура Тронхейма и Территориальная прелатура Тромсё). 10 апреля 1931 года апостольский викариат Норвегии был переименован в апостольский викариат Осло.
29 июня 1953 года Римский папа Пий XII издал буллу Faustum profecto, которой преобразовал Апостольский викариат Осло в епархию Осло.

## Ординарии епархии
- епископ Бернард Бернард (5.04.1869 — 1887);
- епископ Йоханнес Улаф Фаллисе (6.02.1887 — 21.06.1922);
- епископ Йоханнес Улоф Смит (11.04.1922 — 11.10.1928);
- епископ Улаф Оффердал (12.03.1930 — 7.10.1930);
- епископ Жак Манжер (12.07.1932 — 25.11.1964);
- епископ Йон Виллем Николайсен Гран (25.11.1964 — 26.11.1983);
- епископ Герхард Швенцер (26.11.1983 — 29.07.2005);
- епископ Маркус Бернт Ивар Эйдсвиг (29.07.2005 — 16.07.2025);
- епископ Фредрик Хансен (16.07.2025 — по настоящее время).

## Источник
- Annuario Pontificio, Libreria Editrice Vaticana, Città del Vaticano, 2003, ISBN 88-209-7422-3
- Булла Faustum profecto, AAS 45 (1953), стр. 779  (лат.)